# Flakturm

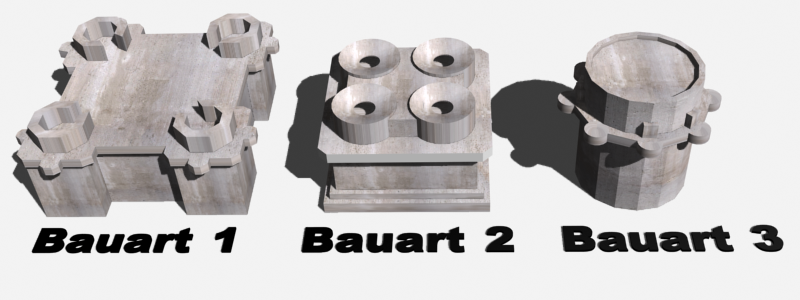
Drie verschillende bouwtypen

Een Flakturm is een betonnen bunker met opstelling van luchtdoelgeschut. Flak is een afkorting voor Flugabwehrkanone (ook wel Fliegerabwehrkanone).

## Aanleiding
Na een bombardement van Berlijn door de Royal Air Force in de nacht van 25 op 26 augustus 1940 gaf Adolf Hitler opdracht voor de bouw van drie torens om de hoofdstad te beschermen tegen verdere aanvallen. Elke toren was voorzien van een radarinstallatie om vroegtijdig vijandelijke vliegtuigen te kunnen waarnemen. Op het dak van de toren werden luchtafweerkanonnen geplaatst. De torens werden ook ingericht als schuilplaatsen voor de lokale bevolking in het geval van een luchtaanval en als opslagplaats voor (waardevolle) spullen. In het grootste type in Berlijn konden tot 20.000 personen schuilen.
De hoogte van de eerste vier gevechtstorens bedroeg 39 meter. Ze waren 70 meter lang zowel als breed. Het dak was van 3,5 meter dik gewapend beton en kon de zwaarste bommen van de geallieerden weerstaan. De torens werden steeds als paar gebouwd: een G(efechts)-Turm en een L(eit)-Turm. In de Leitturm stond de opsporings- en zendapparatuur opgesteld.
Naast de torens in Berlijn werden in de Tweede Wereldoorlog ook torens gebouwd in Hamburg en Wenen.

## Versies
Van de G-torens bestaan drie versies.
- Bauart 1: Deze toren was 70,5 meter lang en breed en 39 meter hoog. De belangrijkste bewapening bestond uit acht (4x2) 128mm FlaK 40 en diverse wapens met een kleiner kaliber.
- Bauart 2: Deze toren was minder groot. Ze waren ook vierkant met een lengte en breedte van 57 meter en 41,6 meter hoog. De hoofdbewapening was ongewijzigd met acht 128mm-kanonnen.
- Bauart 3: Hier was de vloeroppervlak weer kleiner met een lengte en breedte van 43 meter. De torens van deze versie waren wel met 54 meter aanzienlijk hoger. De hoofdbewapening bleef hetzelfde.

De drie torens in Berlijn zijn van het type Bauart 1. In Hamburg staat bij Heiligengeistfeld een Bauart 1 type en er is ook nog een Bauart 2 toren in de stad. In Wenen staat een toren van Bauart 2 en twee torens van het type Bauart 3.
Veel Flaktürme werden na de oorlog niet afgebroken, omdat hierbij te veel schade aan de omliggende bebouwing zou ontstaan. Ze kregen andere bestemmingen, waaronder woningbouw.

## Galerij

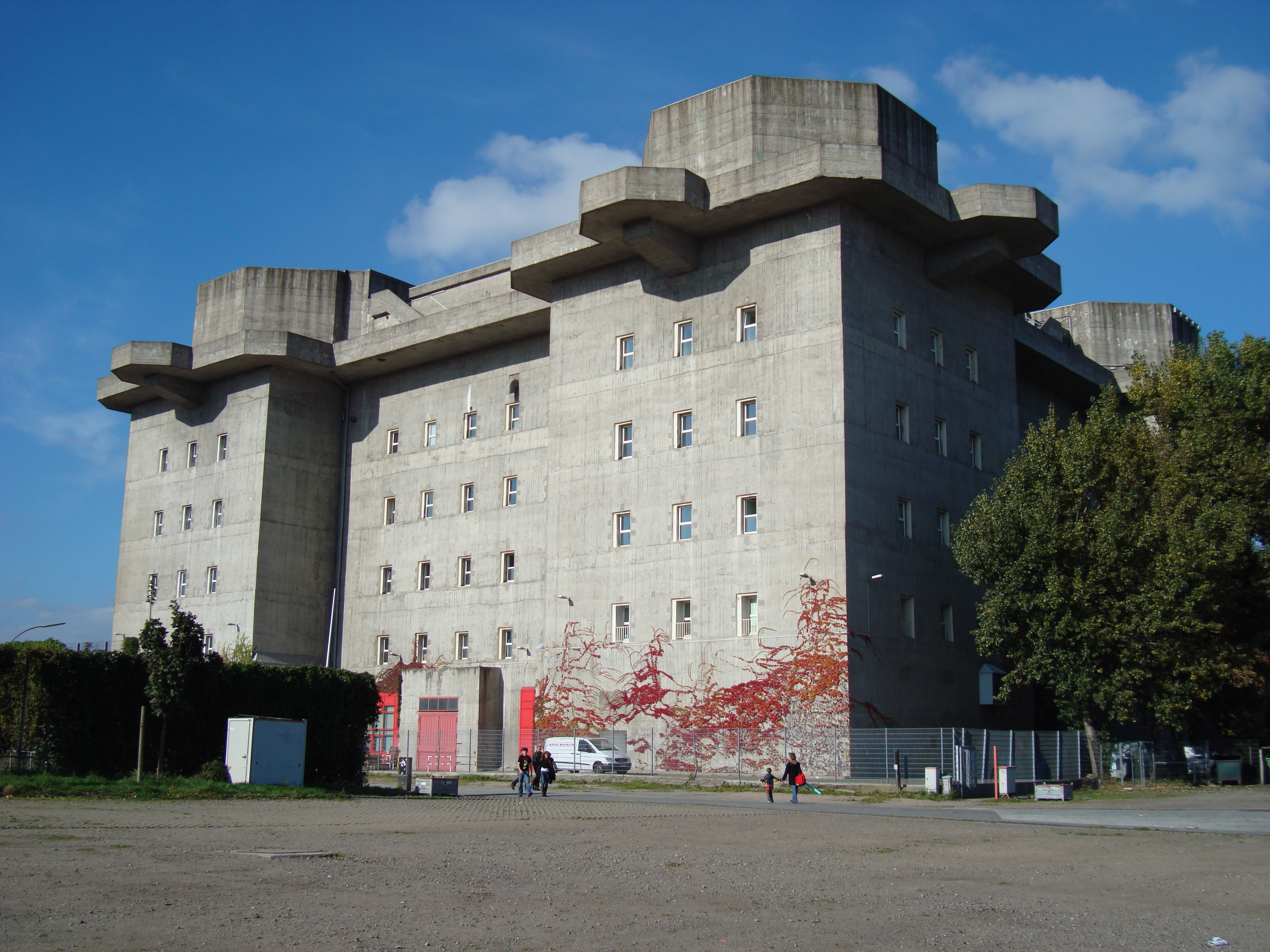
Flakturm IV, Heiligengeistfeld (Bauart 1) te Hamburg-Sankt Pauli
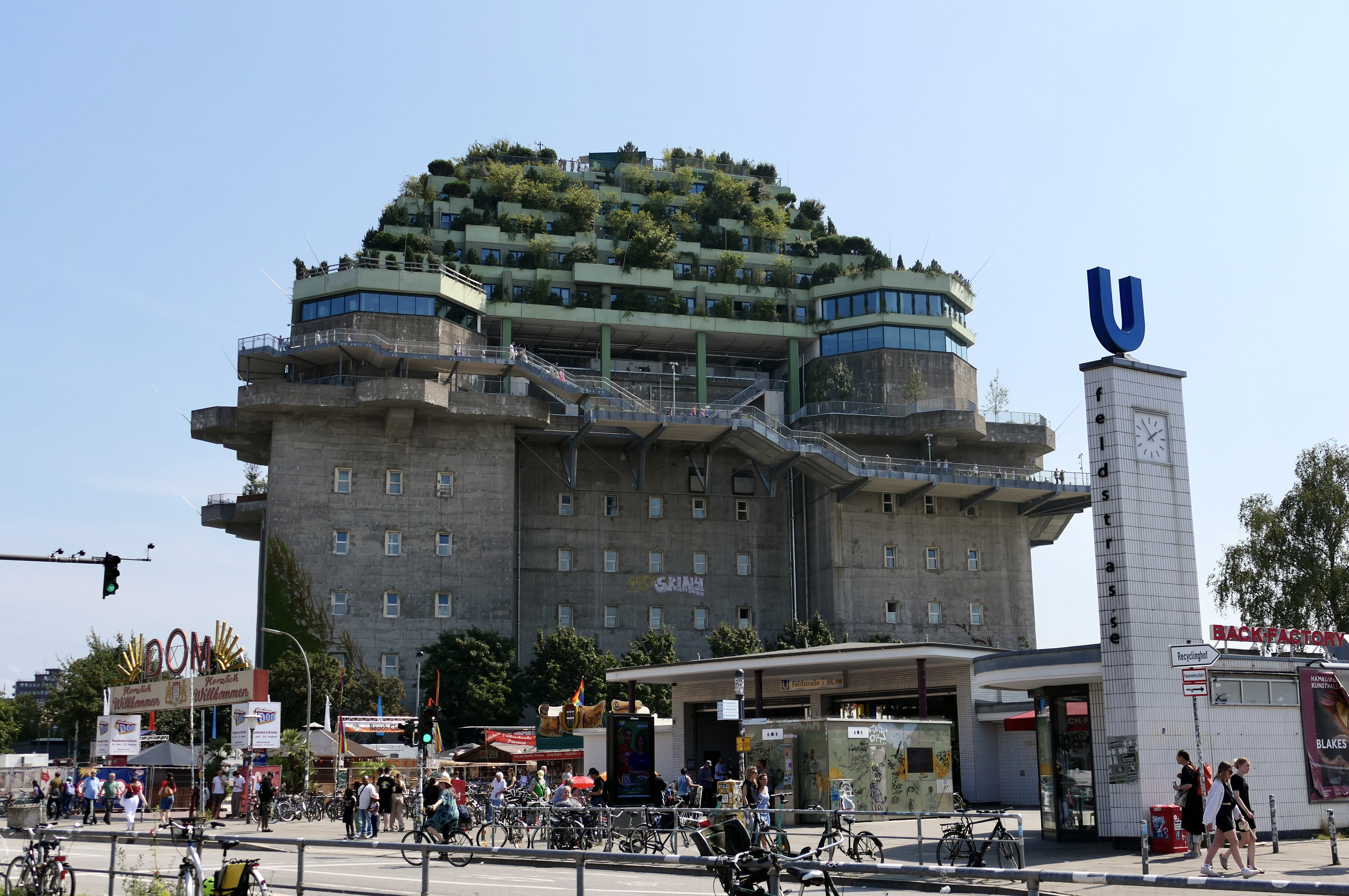
Flakturm IV in 2024
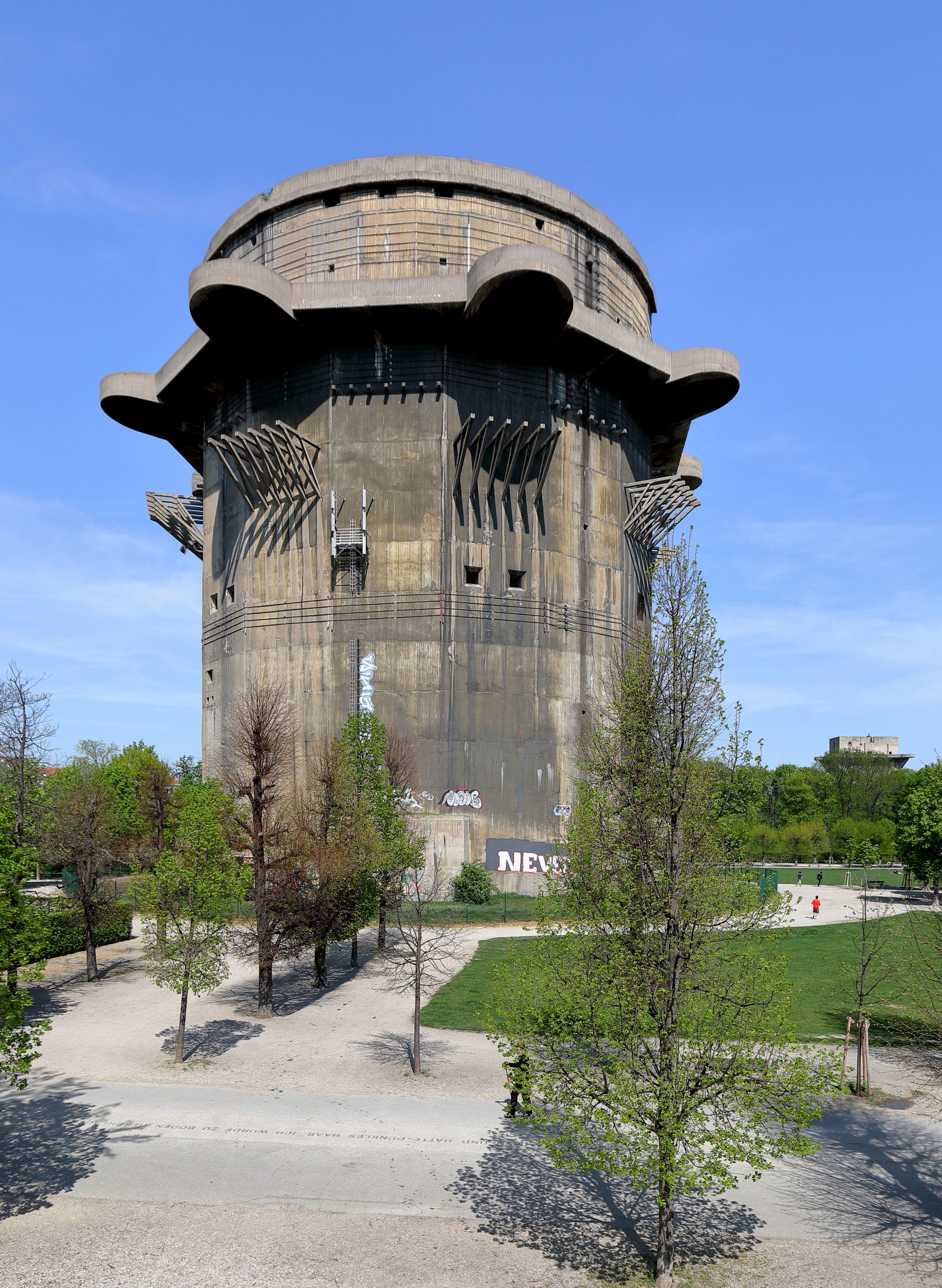
Bauart 3 Flakturm in Wenen
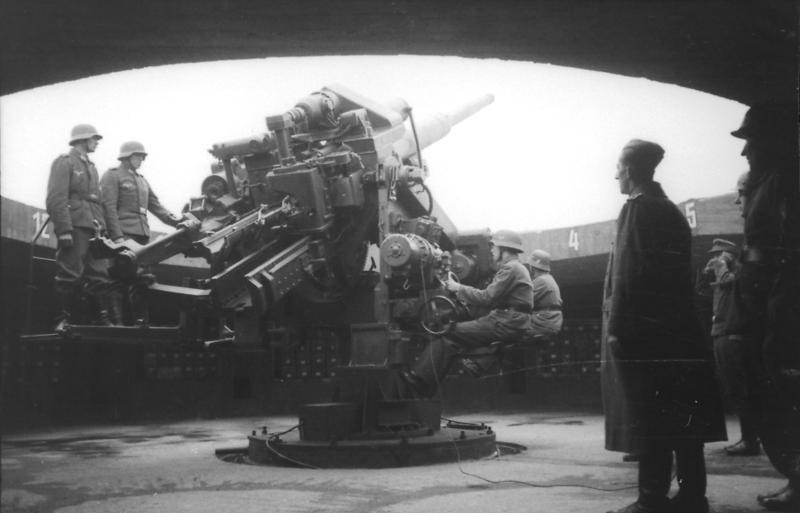
Luchtafweergeschut op het dak van een Flakturm
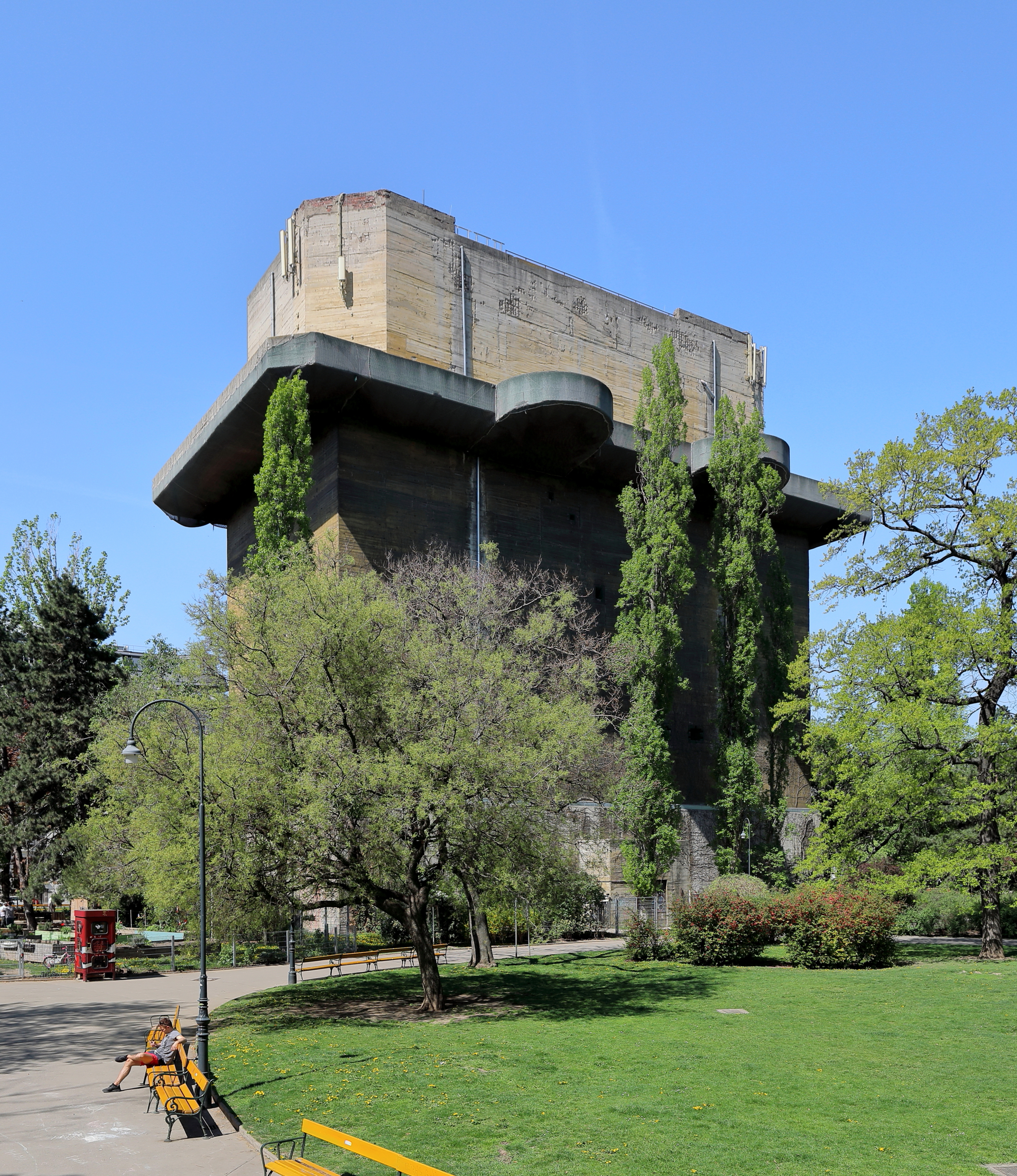
L-toren in Arenberg Park te Wenen
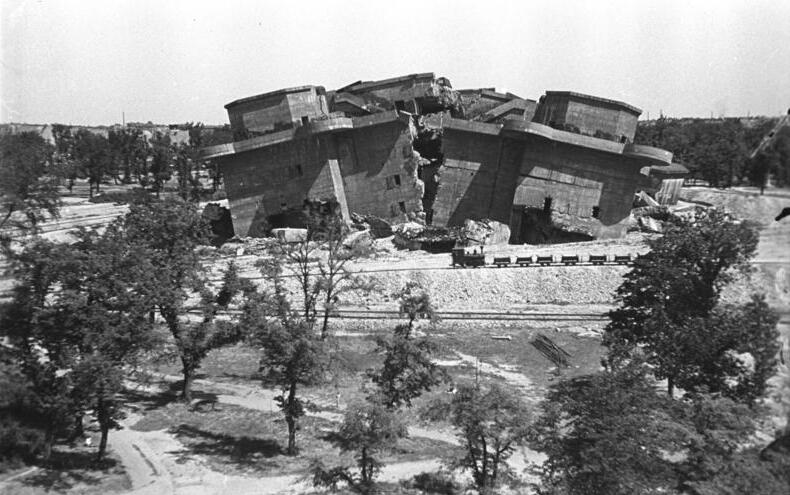
Opgeblazen Flakturm in Berlijn (1949)

## Naslagwerken
- (en)  Michael Foedrowitz: The Flak Towers in Berlin, Hamburg and Vienna 1940–1950. Schiffer Publishing, 1998. ISBN 0-7643-0398-8
- (de)  Ute Bauer: Die Wiener Flaktürme im Spiegel Österreichischer Erinnerungskultur, Phoibos Verlag, Wien 2003. ISBN 3-901232-42-7
- (de)  Valentin E. Wille: Die Flaktürme in Wien, Berlin und Hamburg. Geschichte, Bedeutung und Neunutzung, VDM-Verlag, Saarbrücken 2008, ISBN 3-8364-6518-3